# Siega Verde
Siega Verde es un sitio arqueológico al aire libre localizado en las pedanías españolas de Serranillo (Villar de la Yegua), en la que se encuentra el aula de interpretación y gran parte del enclave rupestre, Martillán (Villar de Argañán) y Castillejo de Martín Viejo, en la provincia de Salamanca.

## Localización
El sitio se puede encontrar a lo largo del río Águeda y para acceder a él se ha de llegar al puente de La Unión, sobre el mencionado río, en la carretera entre Castillejo de Martín Viejo, Villar de Argañán, Martillán y Villar de la Yegua. Se ha construido en el lugar un aula de interpretación arqueológica que ofrece a los visitantes que visitan el enclave, una amplia información sobre la vida en la zona de estas poblaciones de cazadores-recolectores y pescadores del Pleistoceno tardío. Los grabados están protegidos con un vallado que asegura su conservación.

## Historia
Este yacimiento rupestre fue descubierto el 17 de octubre de 1988 por Manuel Santonja, director del Museo de Salamanca en aquel momento, en el río Águeda, gracias a la información proporcionada por un pastor del entorno cercano. 
Las figuras inventariadas fueron realizadas por piqueteado, incisión y abrasión, siendo las representaciones de équidos, uros, ciervos y cabras las más comunes dentro del grupo figurativo zoomorfo, además de otras menos frecuentes como las de renos, rinocerontes lanudos o bisontes; especies hoy extinguidas en estas latitudes, que denotan el carácter Paleolítico de estos grabados.
Desde entonces se han llegado a catalogar más de 500 grabados figurativos zoomorfos y no figurativos o signos abstractos del Paleolítico superior tanto del periodo Gravetiense/Solutrense (20.000 años bp) como del Magdaleniense y Magdaleno-Aziliense (17.000-9.000 años bp); en 96 paneles, a lo largo de un km.
La zona arqueológica, en la que se encuentra el sitio, fue declarada Bien de Interés Cultural por la Junta de Castilla y León en 1998.

## Valor cultural

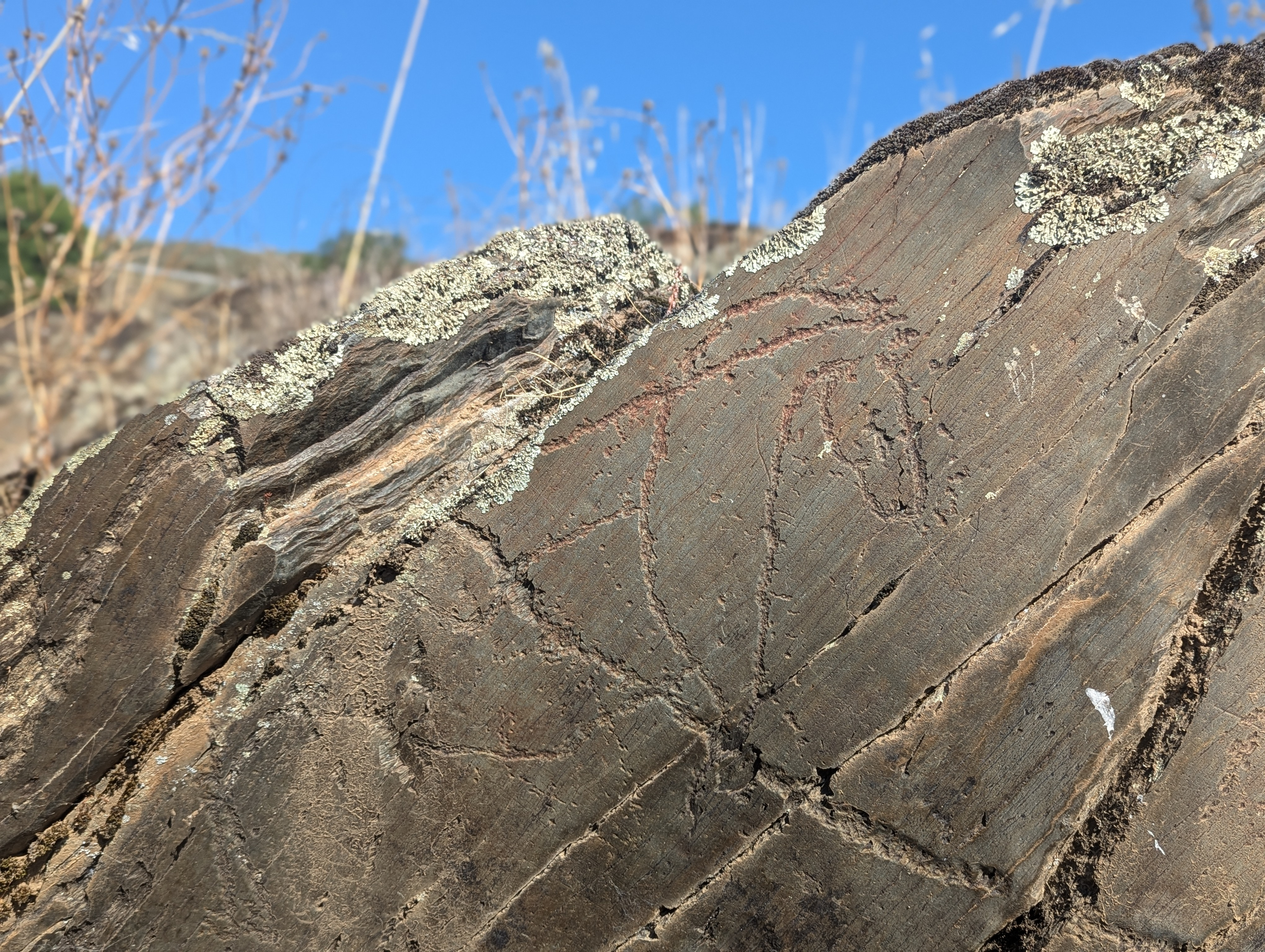
Grabado

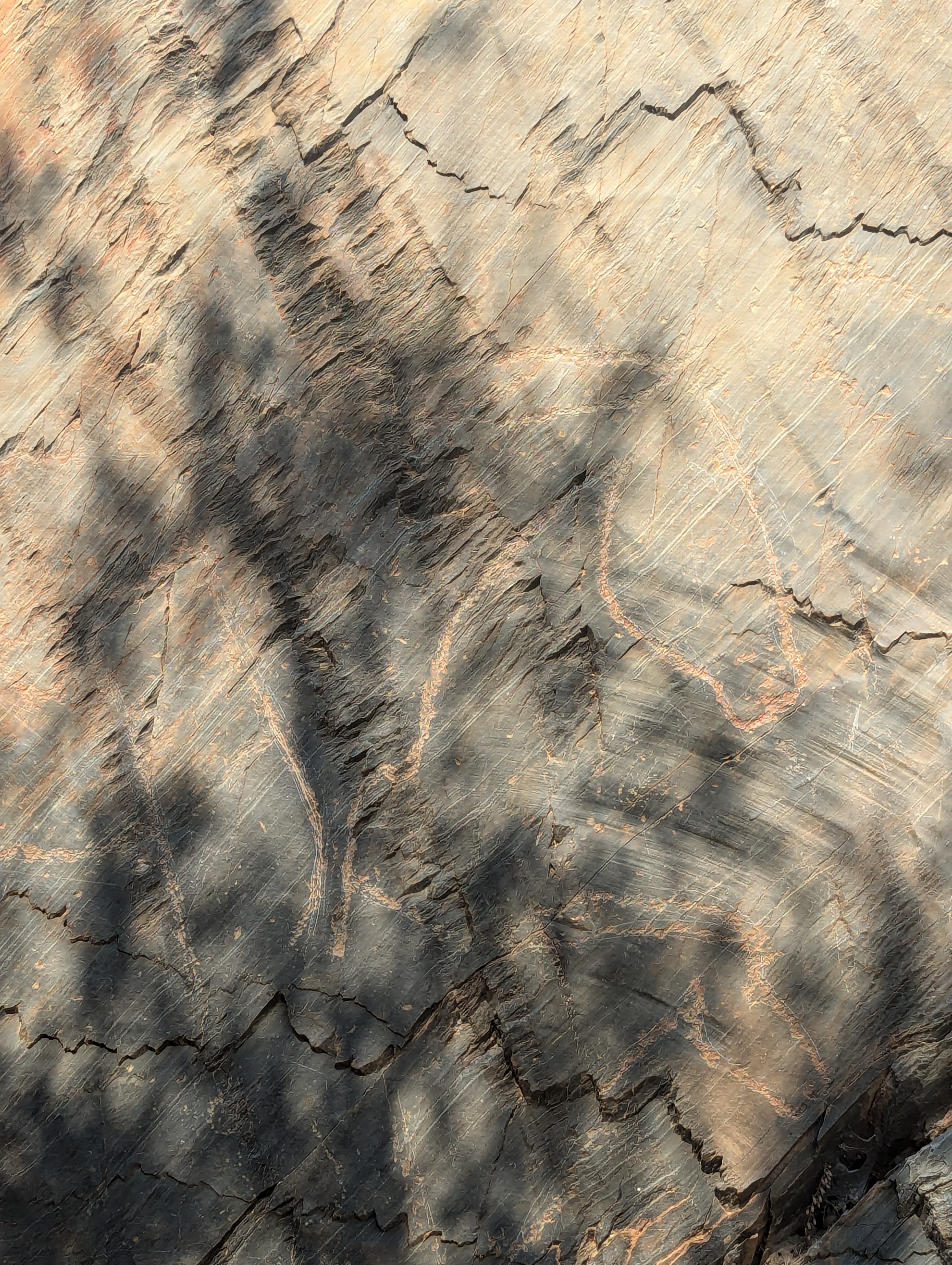
Grabados

El Comité del Patrimonio Mundial de la Unesco, que celebró en Brasilia (Brasil) su 34.ª reunión, aprobó la extensión del sitio de arte rupestre prehistórico del Valle del Coa (Portugal) con la inscripción del sitio arqueológico de Siega Verde (Castilla y León) en la Lista de Patrimonio Cultural de la Humanidad.
Este conjunto Paleolítico de Siega Verde, representa a juicio de la Unesco el conjunto más excepcional al aire libre del arte paleolítico en la península ibérica, que se incorpora a la ya reconocida como Patrimonio Mundial, del Valle del Coa en Portugal. Ambos ilustran de forma extraordinaria los temas iconográficos y de organización del Paleolítico superior, mostrando las relaciones sociales, económicas y espirituales de nuestros primeros ancestros. Un hecho ratificado, de nuevo, en el mes de mayo de 2018, tras la concesión del distintivo ‘Patrimonio Rupestre Europeo’, el primero de España, por parte del Itinerario Cultural del Consejo de Europa.